# Condado de Alcudia (1645)
El condado de Alcudia (a veces llamado de la Alcudia por atracción del valenciano l'Alcúdia) es un título nobiliario español, de Aragón. Fue creado por el rey Felipe IV el 2 de diciembre de 1645, fecha en que otorgó el título de conde al caballero Gonzalo Guillén Escrivá de Híjar Matheu y Montagut (Valencia, 1614-1652), señor de la villa de Alcudia de Carlet, de la baronía de Jalón y de otros lugares del reino de Valencia, miembro del estamento militar, caballero de la Orden de Montesa. La Real Carta de creación se despachó en Madrid el 23 de febrero de 1646.
La denominación alude a la  villa de La Alcudia, llamada hasta 1981 Alcudia de Carlet y situada en la Ribera Alta del Júcar, provincia y comunidad autónoma de Valencia.

## El señorío de Alcudia
A raíz de la conquista cristiana del territorio valenciano, el rey Jaime el Conquistador concedió en 1238 al caballero Pere de Montagut una serie de tierras en el nuevo reino. La donación comprendía entre otros los términos de Carlet, La Alcudia y Benimodo en la Ribera Alta del Júcar, que pasaron a integrar el antiguo estado de Carlet. Dicho Pere de Montagut fundó los villazgos de Carlet y Alcudia mediante carta puebla que otorgó a fuero de Aragón el 17 de enero de 1252, en favor de 57 repobladores cristianos.
El 22 de diciembre de 1329, el rey Alfonso IV de Aragón concedió a Pelegrí de Montagut la jurisdicción de dicho estado, que hasta entonces era realengo y dependía de la villa real de Alcira. Le otorgaba la mitad de las penas y el conocimiento de las causas criminales, excepto las condenas de muerte y mutilación de miembros.
Poco después, Vidal de Vilanova figuraba como señor de las villas de Carlet y Alcudia y de la aldea y baronía de Benimodo, por derecho de Elvira de Montagut, su mujer. Dicho señor vendió a la ciudad de Valencia la citada baronía en 1362, y la villa de Carlet en 1374. Y al año siguiente, los jurados valencianos vendieron ambos señoríos a mosén Gonzalo de Castellví. En 1604 este linaje obtuvo el título de conde de Carlet, creado por el rey Felipe III en favor de Jorge de Castellví y López de Mendoza.
En la segunda mitad del siglo XVI el señorío de Alcudia recayó en María de Montagut, hija y sucesora de Ángela de Montagut y Vilanova de Ribelles y mujer de Gonzalo de Híjar, señor de la baronía de Jalón y lugar de Gata en la Marina Alta de Alicante. Y ya en el siglo XVII tuvo origen el linaje de los Escrivá de Híjar, iniciado por su nieto Gonzalo Escrivá, concesionario del título de conde, que era hijo de Onofre Escrivá de Romaní y Matheu, de los barones de Beniparrell, y de Jerónima de Híjar, su mujer, hija a su vez de Gonzalo de Híjar y de María de Montagut.
El antiguo estado de Carlet se volvió a reunir por el matrimonio, celebrado en los años finales del XVII, entre Felipe Lino de Castellví y Ximénez de Urrea, IV conde de Carlet, y Mariana Escrivá de Híjar y Monsoriu, hermana e inmediata sucesora del III conde de Alcudia y V de Gestalgar. Estas tres casas condales permanecieron unidas desde entonces hasta el año 1800.
La última señora jurisdiccional fue Josefa Dominga Catalá de Valeriola y Luján (llamada también Gilaberta Carroz de Centellas), II duquesa de Almodóvar del Río, grande de España, VII marquesa de Ontiveros, VI de Nules y IX de Quirra, VI condesa de Alcudia, VIII de Gestalgar y VII de Canalejas, XII poseedora del adelantamiento de la Florida, señora de numerosas villas y de la baronía de Estivella. En vida de esta señora se produjo la abolición de los señoríos en España.

## Lista de titulares
|                                                    | Titular                                            | Periodo                                            |
| Condes de Alcudia (creación por Felipe IV en 1645) | Condes de Alcudia (creación por Felipe IV en 1645) | Condes de Alcudia (creación por Felipe IV en 1645) |
| -------------------------------------------------- | -------------------------------------------------- | -------------------------------------------------- |
| I                                                  | Gonzalo Guillén Escrivá de Híjar y Matheu          | 1645-1652                                          |
| II                                                 | Onofre Vicente Escrivá de Híjar y de Montpalau     | 1652-1688                                          |
| III                                                | Baltasar Escrivá de Híjar y Montsoriu              | 1688-1738                                          |
| IV                                                 | Joaquín de Castellví y Escrivá de Híjar            | 1742-1760                                          |
| V                                                  | Joaquín Antonio de Castellví e Idiáquez            | 1760-1800                                          |
| VI                                                 | Josefa Dominga Catalá de Valeriola y Luján         | 1800-1814                                          |
| VII                                                | Antonio de Saavedra y Jofré                        | 1818-1842                                          |
| VIII                                               | Antonio de Saavedra y Frígola                      | 1842-1871                                          |
| IX                                                 | Antonio de Saavedra y Rodríguez-Guerra             | ?                                                  |
| X                                                  | Antonio de Padua de Saavedra y Fontes              | 1924-1936                                          |
| XI                                                 | Antonio Manuel de Saavedra y de Llanza             | 1953-2005                                          |
| XII                                                | María de la Asunción de Saavedra y Bes             | 2005-hoy                                           |